# Parafia Świętej Trójcy w Supraślu
Parafia pw. Świętej Trójcy w Supraślu – rzymskokatolicka parafia należąca do dekanatu Wasilków, archidiecezji białostockiej, metropolii białostockiej.

## Historia parafii
W 1868 Supraśl został filią parafii Białystok. Samodzielna parafia została utworzona w 1906 roku. Obecna świątynia parafialna pochodzi z 1861–1863, wieżę dobudowano w 1902. Na terenie parafii znajduje się zespół klasztorny Zwiastowania NMP z 1501 r., który w latach 1927–1950 (przez 23 lata) należał do kościoła rzymskokatolickiego i podlegał parafii, a obecnie przynależy cerkwi prawosławnej.

## Miejsca kultu
Kościół parafialny
Kościół parafialny pw. św. Trójcy – murowany kościół wybudowany w latach 1861–1863, wieża zbudowana w 1902. W wyposażeniu kościoła znajdują się zabytkowe, 5-głosowe, mechaniczne organy piszczałkowe zbudowane w 1885 roku przez organmistrza Floriana Ostromęckiego z Grodna.
Kościoły filialne i kaplice
- Kaplica cmentarna pw. Wszystkich Świętych w Supraślu

## Zasięg parafii
W granicach parafii znajdują się miejscowości
- Cieliczanka (3 km),
- Kołodno (10),
- Krasny Las (3),
- Zasady (15)

oraz ulice Supraśla
- Butkiewicza i Ulmana,
- Cieliczańska,
- Klonowa,
- Kościelna,
- Pl. Kościuszki,
- Krasny Las,
- 3 Maja,
- Modrzewiowa,
- 11 Listopada,
- Al. Niepodległości,
- Nowy Świat,
- Osiedle Robotnicze,
- Piaskowa,
- Piłsudskiego (niep. 1–9, parz. 2–50),
- Posterunkowa,
- Sławińskiego,
- Słowackiego,
- Szkolna,
- Świerkowa,
- Topolowa,
- Zielona,
- Żwirki i Wigury